# Северодонецкий автобус
Северодонецкий автобус — система городского автобусного транспорта Северодонецка.

## История

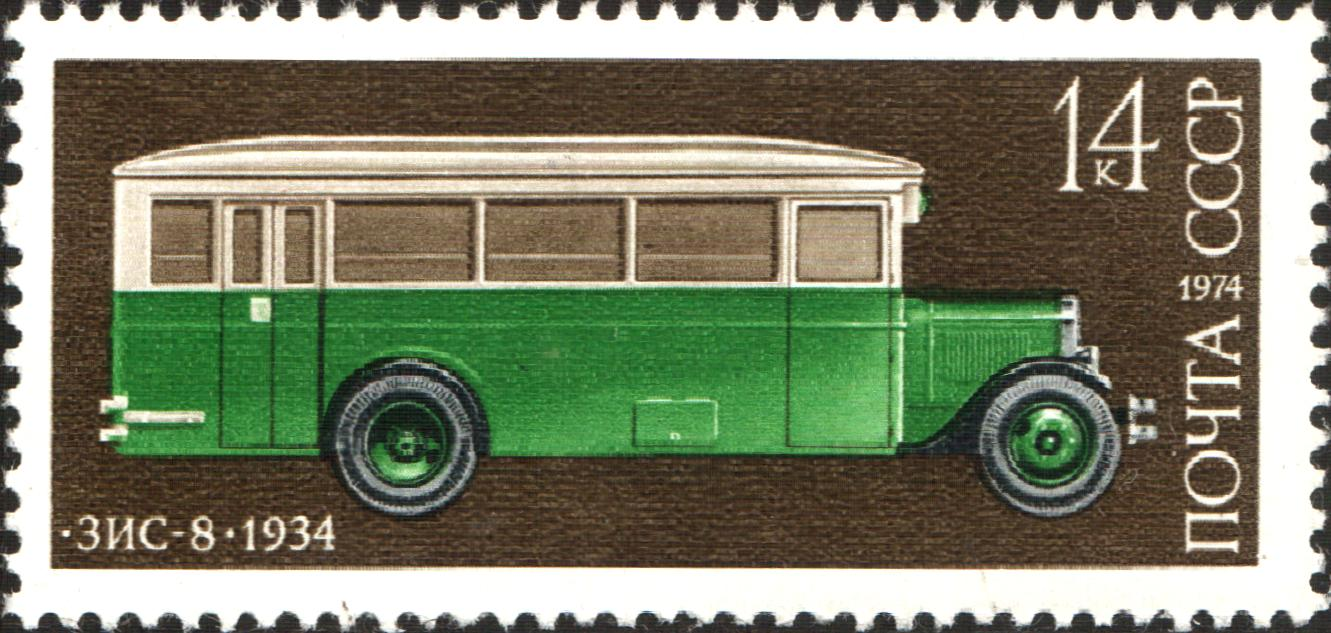
Первый Северодонецкий автобус Зис-8

1 июля 1934 года — открылся первый автобусный маршрут «Лисичанск — Лисхимстрой».
С 1934 по 1942 год по нему перевозили пассажиров из города Лисичанска до завода «Лисичанский химзавод». В 1935  году «Лисхимстрой автотрест» получил 10 автобусов ЗИС-8. Всего до начала войны было получено 25 автобусов. После начала войны и до середины 50-х годов автобусное движение было прервано.
В начале 50-х годов прошлого века город был похож на большую строительную площадку: не было ни домов, ни улиц, а были бараки и просёлочные дороги меж этих бараков. 
В этом поселке городского типа проживало чуть больше 10 тысяч человек. Тем временем для мощного химического комбината «Азот» требовалось большее количество человек, чем то, которое проживало в этом посёлке. Население посёлка стало увеличиваться за счет приезжих из разных уголков СССР. И уже к 1955 году в посёлке насчитывалось 30 тысяч человек. Началось строительство первых улиц и переулков, появились первые дома, деревья и скверы. Увеличение численности населения посёлка привело к появлению в нём первых послевоенных автобусов. Это были машины грузового типа ГАЗ-51, в кузове которых были расположены лавочки. Поверх кузова был натянут тент, который защищал людей от дождя и ветра. Таким образом в Северодонецке появился первый послевоенный автобус. У этого автобуса не было установленного маршрута и пути следования. Эти автобусы забирали людей с улиц и переулков и везли до проходной комбината. В 1958 году после присвоения посёлку Северодонецк статуса города к 30-тысячной отметке численности населения был пущен первый автобусный маршрут в черте города. Он следовал от улицы Призаводской (ныне ул.Пивоварова) по улице Ленина до улицы Полевой. Через год был введён второй маршрут: от автовокзала по улице Полевой до комбината. Также было организовано сообщение между соседними городами Рубежное и Лисичанск. На маршрутах работали автобусы Львовского завода Лаз-695Е и Паз-670. В начале 60-х годов  в городе появились новые автобусы ЗИЛ-158 (позднее ЛИАЗ).
До 2022 года в городе не было ни одного автобусного маршрута, все автобусы были вытеснены маршрутными такси. 
В 2022 году Северодонецк получил по госпрограмме РФ 60 новых автобусов: ЛИАЗы и ПАЗы.

## Маршруты

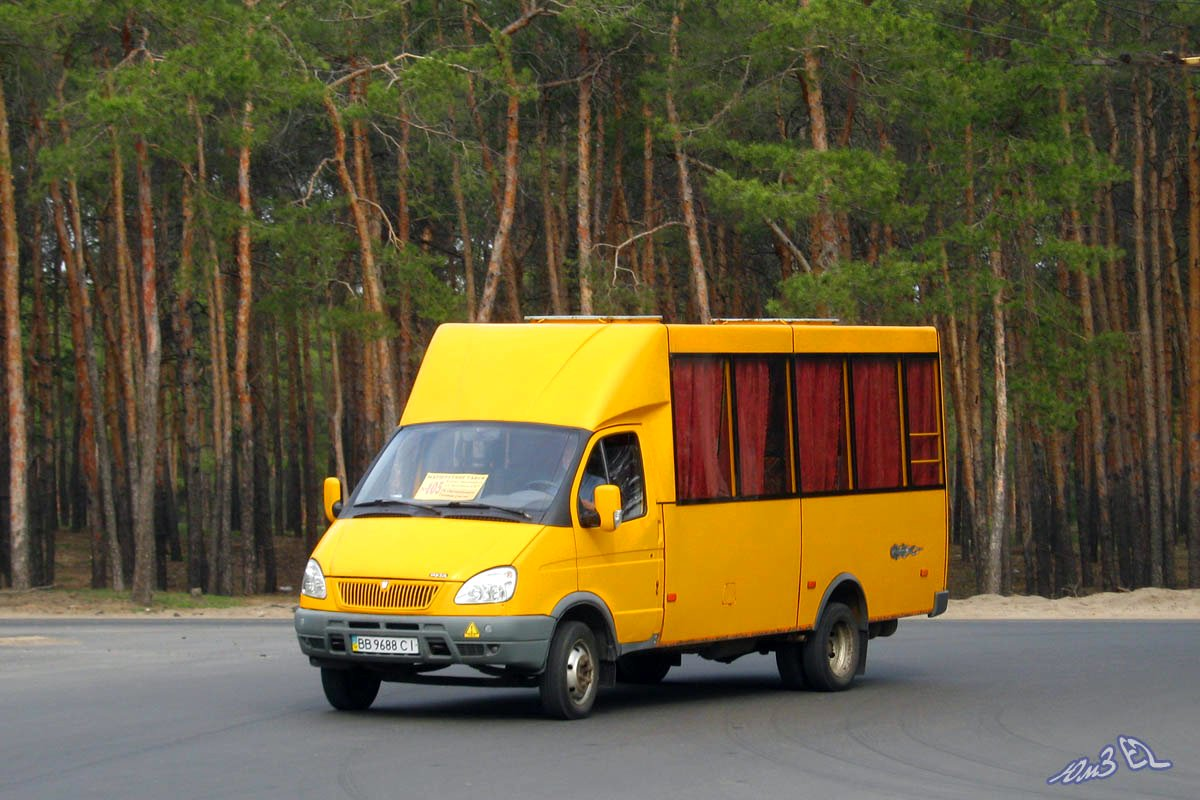
Маршрутка в Северодонецке

Маршруты на 2025 год
Маршруты могут быть не точные.
| №   | Исходный пункт                      | Конечный пункт | Примечание                                              | Перевозчик                         | Тип     |
| --- | ----------------------------------- | -------------- | ------------------------------------------------------- | ---------------------------------- | ------- |
| 101 | МРЕО                                | Военкомат      |                                                         | МУП «Единая транспортная компания» | Автобус |
| 110 | МУП «ЕТК» (Тролейбусное управление) | Щедрищево      |                                                         | МУП «Единая транспортная компания» | Автобус |
| 114 | Центральный рынок                   | Боровское      | По вторникам едет и в Боброво                           | МУП «Единая транспортная компания» | Автобус |
| 5   | "Околица"                           | Сиротино       | С 17.10.2024 продлён до кольца ул. Некрасова в Сиротино | МУП «Единая транспортная компания» | Автобус |
| 6   | МУП «ЕТК» (Тролейбусное управление) | Павлоград      |                                                         | МУП «Единая транспортная компания» | Автобус |

Маршруты до 24.02.2022
| №   | Исходный пункт           | Конечный пункт | Перевозчик                  |
| --- | ------------------------ | -------------- | --------------------------- |
| 102 | Проходная №2             | Щедрищево      | «Северодонецкое АТП-10974»  |
| 109 | Коллегиум                | Щедрищево      | «Северодонецкое АТП-10920»  |
| 105 | Кольцевая                | Сиротино       | «Северодонецкое АТП-10974»  |
| 101 | Проходная № 2            | Проходная № 2  | "«Северодонецкое АТП-10974» |
| 5   | Сиротино                 | Проходная №2   | «Северодонецкое АТП-10920»  |
| 110 | Троллейбусное управление | Воеводовка     | «Северодонецкое АТП-10920»  |